# Зюдвестштадт (Карлсруэ)
Зюдвестштадт (нем. Südweststadt) — район города Карлсруэ, который расположен между Кригсштрассе, главным вокзалом, зоопарком и полем Байертхайм (Beiertheimer). Граничит с городскими районами Зюдштадт на востоке, Вайэрфельд-Даммершток и Байертхайм-Булах на юге, Вестштадт на северо-западе и Инненштадт-Вест на севере.

## История
Ранее территория современного Зюдвестштадта принадлежала Байертхайму. Только когда в Зюдвестштадте стала развиваться индустрия с 1860 года, район стал принимать современную форму. В 1895 году был основан гражданский союз Зюдвестштадта, как представительство интересов жителей. В области Зюдвестштадта в годы Первой мировой войны появились промышленные заводы, а также оружейный завод и завод боеприпасов, здание которого используется сегодня, в том числе Центром искусств и медиатехнологий (ZKM). Так как Зюдвестштадт был вначале организован как промышленный район и здесь находилось много промышленных предприятий, то жителей Зюдвестштадта еще сегодня называют «Fabrikler».
Наибольшие здания в Зюдвестштадте были сооружены с 1900 по 1930 год.

## Экономика и инфраструктура
Сегодня в Зюдвестштадте находятся Центр искусств и технологий средств массовой информации (ZKM), парк «Гюнтер-Клоц-Анлаге», а в восточной части городской сад (парк с зоопарком). Наряду с этим в Зюдвестштадте расположены клиника Св. Винсента и Ойропахалле.

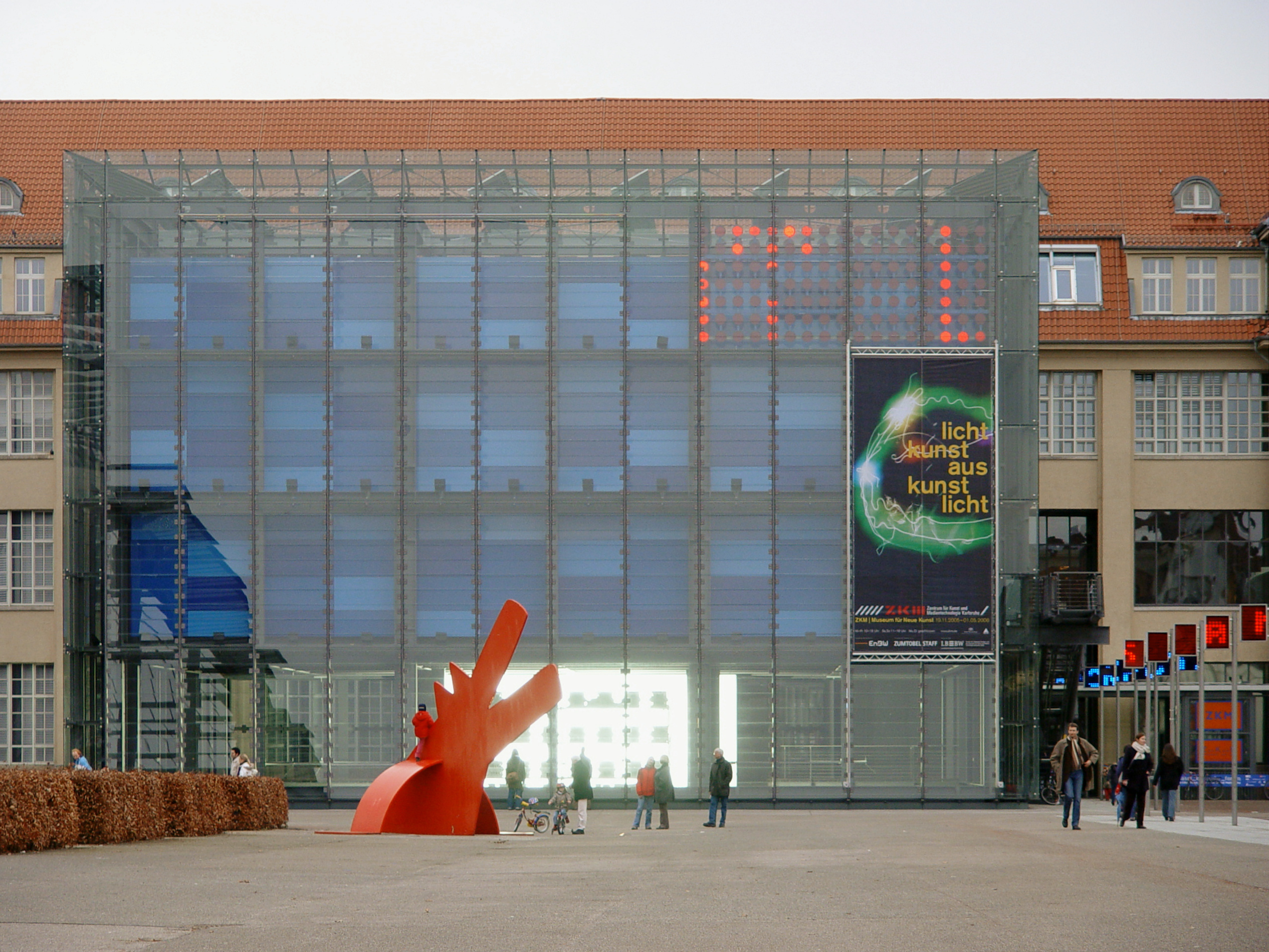
Центр искусств и медиатехнологий (ZKM)
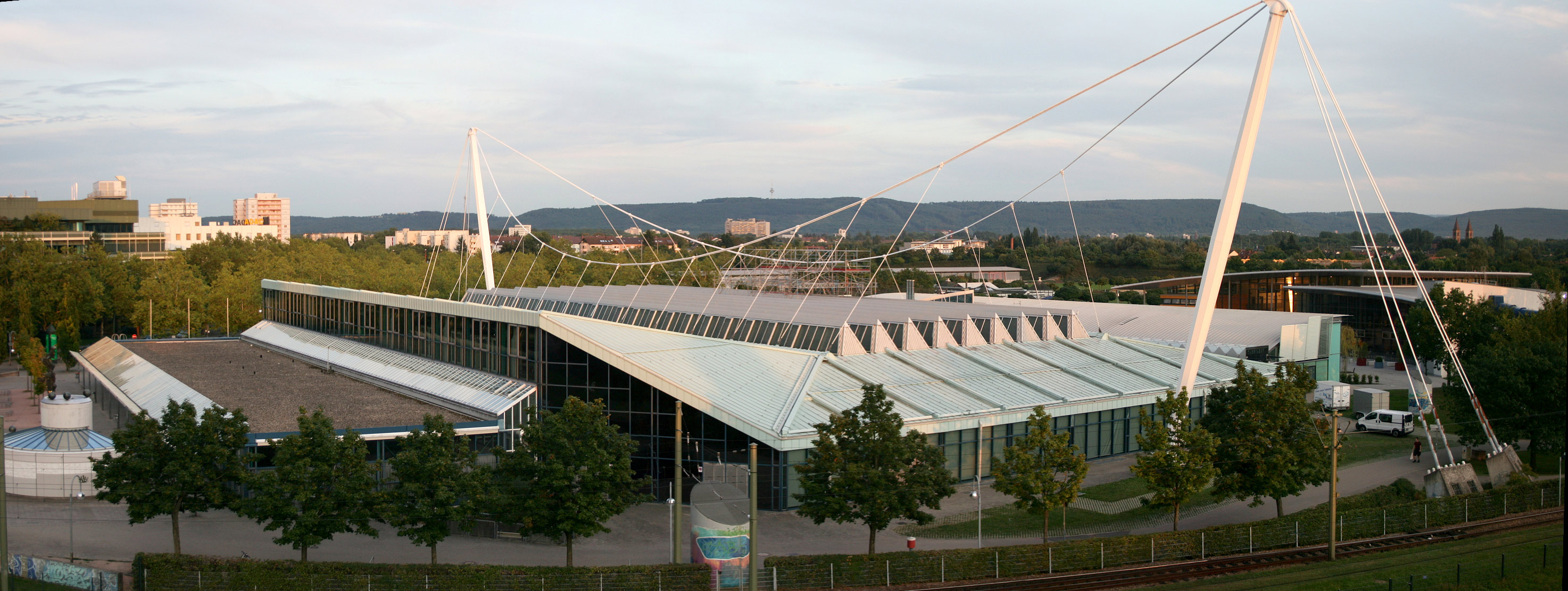
Ойропахалле
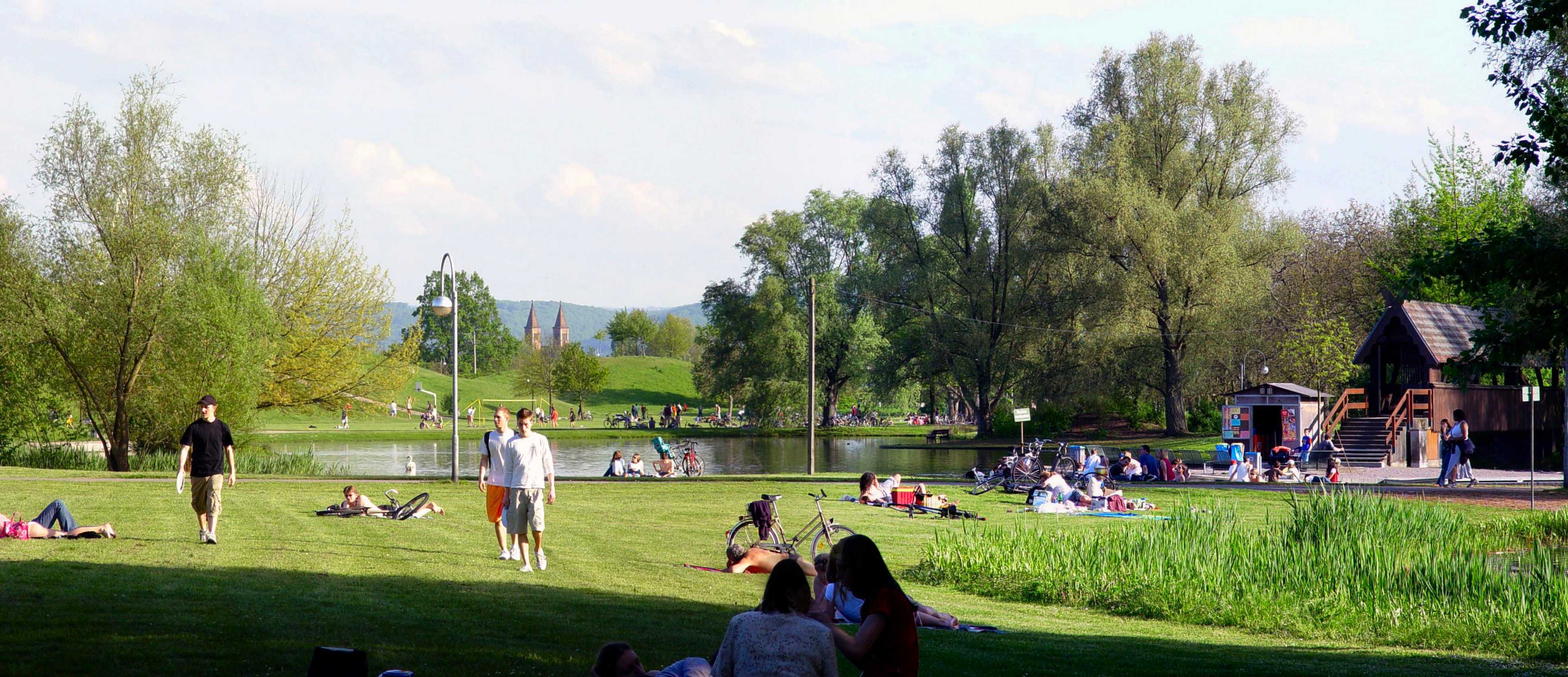
Гюнтер-Клотц-Анлаге